# Leptophis modestus
Leptophis modestus, comúnmente conocida como culebra perico de niebla, es una culebra delgada de la familia colubridae. Es nativo del sur de México, centro de Guatemala, noroccidente de El Salvador y suroccidente de Honduras. No hay subespecies reconocidas.
L. modestus es un habitante de los bosques nubosos de Mesoamérica. En la actualidad se considera una especie amenazada. La pérdida de hábitat debido a la deforestación ha llevado a una disminución en el número de la población.